# Miyamaki
Miyamaki (三山木村, Miyamaki-mura) est un ancien village de la préfecture de Kyoto, ayant existé jusqu'au 1er avril 1951, date de sa fusion avec le bourg de Tanabe et les villages d'Ōsumi, Fugenji et Kusaji pour recréer le bourg de Tanabe. Il faisait partie du district de Tsuzuki.

## Toponymie
Le nom « Miyamaki » (三山木) signifie « trois » (三), « montagnes » (山) et « arbres » (木) et viendrait d'une combinaison des noms des quatre anciens villages le composant ; les villages de Minamiyama (南山), Yamamoto (山本) et Yamazaki (山崎), autre nom de Degaito, contiennent le symbole « 山 », tandis que « 木 » viendrait de l'ancien village de Takagi (高木).

## Géographie

### Topographie et hydrographie
Avant la fusion, Miyamaki occupait une superficie de 5,34 kilomètres carrés.

### Villes limitrophes

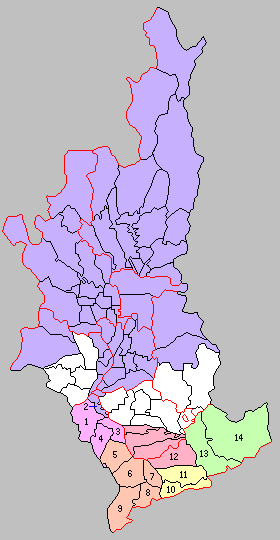
Localisation de Miyamaki dans le sud de la préfecture de Kyoto (numéroté 8).

Entités territoriales limitrophes à la date de la fusion du 1er avril 1951. Le 1er juillet 1889, Miyamaki est entouré à partir de l'ouest, dans le sens horaire, des villages de Fugenji, Tanabe, Kusaji et Ide (井手村), tous quatre du même district de Tsuzuki, et des villages de Tanakura (ja) (棚倉村), Komada (ja) (狛田村) et d'Inada (ja) (稲田村), tous trois du district voisin de Sōraku. Le 1er octobre 1931, Komada, Inada et le village de Hōsono (ja) (祝園村) fusionnent pour créer le village de Kawanishi (ja) (川西村).

## Histoire
Le village de Miyamaki est créé en 1876 par la fusion des villages de Minamiyama (南山村), Takagi (高木村), Degaito (出垣内村) et Yamamoto (山本村). Le 1er avril 1889, à l'adoption de la loi municipale moderne (ja), le village de Miyamaki est recréé en étant fusionné à celui de Miyazu (宮津村). Gisaburō Nakagawa (中川 儀三郎) en devient son premier maire. Le 1er avril 1951, Miyamaki est fusionné aux villages d'Ōsumi (大住村), Fugenji (普賢寺村) et Kusaji (草内村), ainsi que le bourg de Tanabe pour former le nouveau bourg de Tanabe,. Les premières collaborations entre les villages avaient déjà été entérinées en 1947, après l'ouverture d'un collège commun pour les cinq municipalités lors de l'adoption du système éducatif moderne, et des ententes pour la fusion commencent alors en 1949.

## Éducation
On y trouve une école primaire, celle de Miyamaki, ouverte en 1874 en tant que l'école primaire de Yamamoto,.

## Transports
À sa fusion en 1951, on trouvait une gare ferroviaire à Miyamaki, sur la ligne principale de la Nara Denki Tetsudō (ja) (fusionnée à Kintetsu en 1963), celle de Miyamaki (en). Après la fusion, d'autres gares ont ouvertes et sont dans les limites territoriales de l'ancien Miyamaki, celles de Kintetsu Miyazu (en), Dōshishamae (en) et de JR Miyamaki (ja).
L'autoroute Keinawa (en) passe dans le territoire de l'ancien Miyamaki, mais n'avait pas encore été ouverte au moment de la fusion.